# آژانس دفاع موشکی
آژانس دفاع موشکی (MDA) بخشی از وزارت دفاع دولت ایالات متحده است که مسئول توسعه دفاع لایه ای در برابر موشک‌های بالستیک است. منشأ آن در ابتکار دفاع استراتژیک (SDI) بود که در سال ۱۹۸۳ توسط رونالد ریگان تأسیس شد و ژنرال جیمز آلن آبراهامسون رهبری آن را بر عهده داشت. آژانس دفاع موشکی تحت نظر دفتر علوم و فناوری نوآورانه ابتکار دفاع استراتژیک وزارت دفاع ایالات متحده به سرپرستی فیزیکدان و مهندس جیمز آیونسون، سرمایه‌گذاری‌هایی بر تحقیقات پایه در مراکزی همچون آزمایشگاه‌های ملی، دانشگاه‌ها و در صنعت انجام شد. . این برنامه‌ها همچنان منابع کلیدی بودجه برای دانشمندان برتر در زمینه‌های فیزیک با انرژی بالا، مواد پیشرفته، ابر محاسبات/محاسبات، و بسیاری دیگر از رشته‌های مهم علوم و مهندسی بوده‌اند - بودجه‌ای که به‌طور غیرمستقیم از دیگر کارهای تحقیقاتی دانشمندان برتر پشتیبانی می‌کند. و از نظر سیاسی برای تأمین مالی در بودجه نظامی محیط زیست ایالات متحده بسیار مفید بود. این سازمان در سال ۱۹۹۳ به سازمان دفاع موشکی بالستیک تغییر نام داد و سپس در سال ۲۰۰۲ به آژانس دفاع موشکی تغییر کرد. مدیر فعلی معاون دریاسالار نیروی دریایی ایالات متحده جان آ. هیل است.
تغییرات سریع در محیط استراتژیک به دلیل انحلال سریع اتحاد جماهیر شوروی باعث شد که بیل کلینتون در سال ۱۹۹۳ بر موشک‌های بالستیک تئاتر و تهدیدات مشابه تمرکز کند و نام آن را به سازمان دفاع موشکی بالستیک، BMDO تغییر دهد. با تغییر دیگری که توسط جورج دبلیو بوش به استراتژی در سطح جهانی انجام شد، در سال ۲۰۰۲ این سازمان به آژانس دفاع موشکی تبدیل گردید.
آژانس دفاع موشکی به‌طور جزئی یا کامل مسئولیت توسعه چندین سامانه دفاع موشکی بالستیک (BMD) از جمله Patriot PAC-3، Aegis BMD، THAAD و سامانه دفاع زمینی میانی با هزینه ۱۹۴ میلیارد دلار را بر عهده دارد. آنها همچنین توسعه پروژه‌های متعدد دیگری از جمله خودروی کشتار چندگانه و خودروی کشتار چند شی جدیدتر، رهگیر انرژی جنبشی و لیزر هوابرد را رهبری کردند. به عنوان وارث کار ابتکار دفاع استراتژیک، سازمان دفاع موشکی بالستیک و آژانس دفاع موشکی به تأمین مالی تحقیقات بنیادی در فیزیک انرژی بالا، ابر محاسبات/محاسبات، مواد پیشرفته و بسیاری دیگر از رشته‌های علوم و مهندسی ادامه می‌دهد.

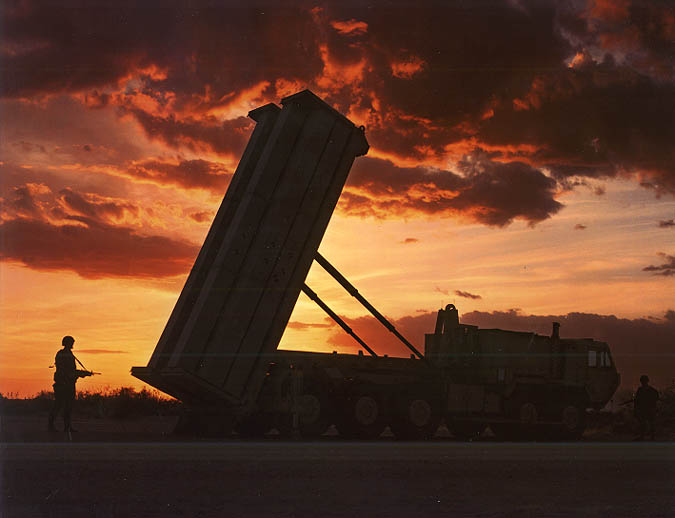
پرتاب کننده موشک ضد بالستیک تاد

## مأموریت بین‌المللی

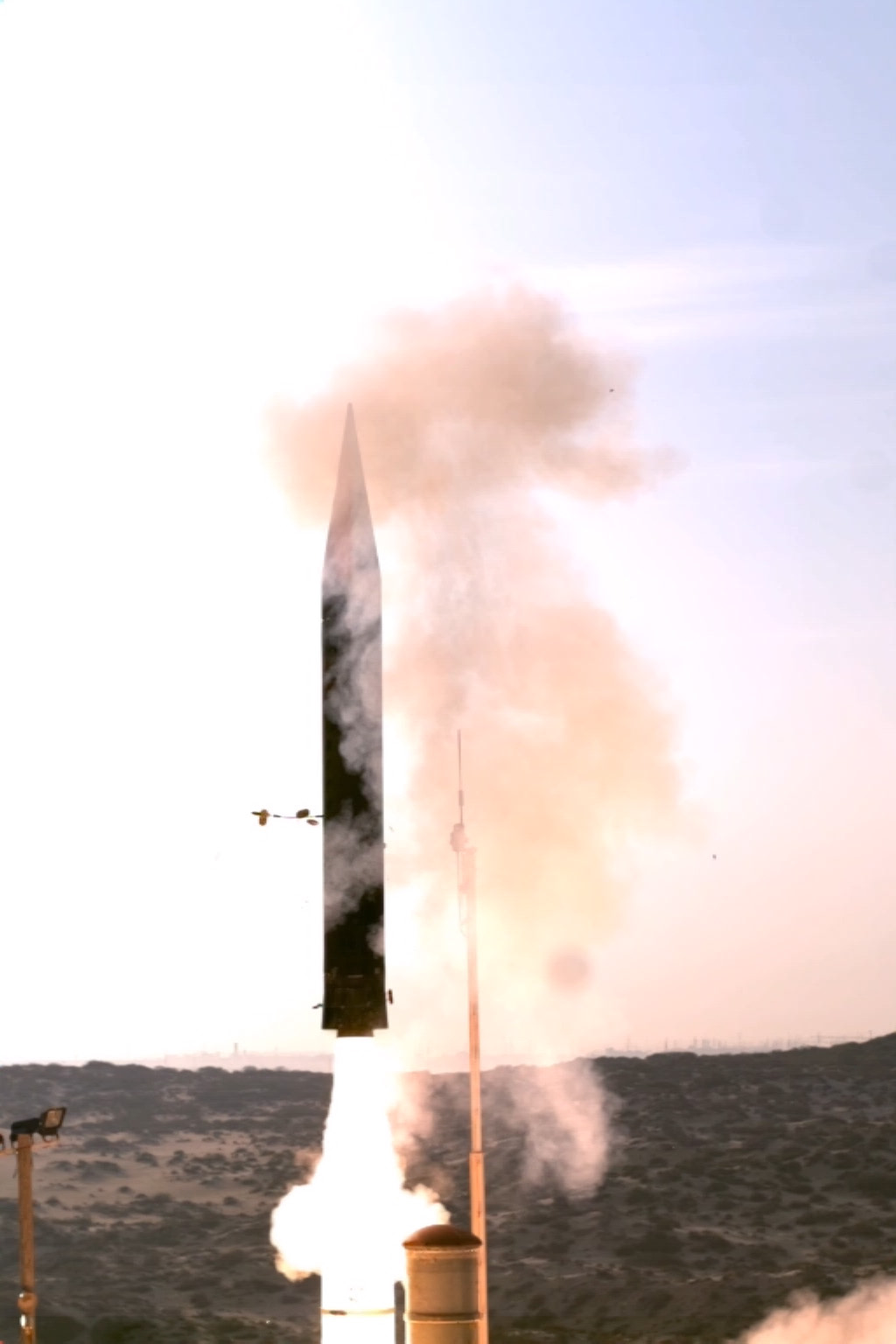
Arrow 3 یک موشک ضد بالستیک مافوق صوت برون جوی است که به‌طور مشترک توسط اسرائیل و ایالات متحده تأمین مالی، توسعه و تولید شده‌است.

سیستم‌های دفاع موشکی بالستیک (BMDS) باید قابلیت عملیات در مناطق مختلف جهان را داشته باشند تا موفقیت مأموریت آژانس دفاع موشکی را تضمین کنند. استراتژی بین‌المللی توسط مدیر این آژانس در سال ۲۰۰۷ تصویب شد. استراتژی کلی برای تلاش‌های بین‌المللی عبارت است از:
گسترش: اهمیت دفاع موشکی را با ترویج BMDS در سراسر جهان از طریق به اشتراک گذاشتن اطلاعات با متحدان و شرکای خود، به اشتراک بگذارید.
قابلیت و قابلیت همکاری: شناسایی و ادغام سیستم‌های ایالات متحده و شریک برای ایجاد سیستم دفاع موشکی جهانی. ارتقای قابلیت همکاری در بین متحدان.
فناوری: شناسایی و ارزیابی فناوری بین‌المللی احتمالی در پشتیبانی از قابلیت‌های BMDS.
سرمایه‌گذاری: شناسایی و اجرای فرصت‌های سرمایه‌گذاری با متحدان و شرکا.
نیروی کار: یک نیروی کار واجد شرایط برای اجرای استراتژی بین‌المللی MDA شکل دهید.
از سال ۲۰۱۷، آژانس دفاع موشکی ایالات متحده روی تأسیسات در آلمان، رومانی، لهستان، ژاپن، قطر، عربستان سعودی و امارات متحده عربی کار می‌کرد.

## تهدیدات احتمالی علیه ایالات متحده
سامانه‌های موشک بالستیک با استفاده از پیشرانه پیشرفته با سوخت مایع یا جامد در حال تبدیل شدن به سامانه‌های متحرک‌تر، دقیق‌تر و توانایی حمله به اهداف در فواصل طولانی‌تر هستند و در سراسر جهان پیوسته در حال گسترش هستند. : pp.18–19/61 
- ایران در حال حاضر دارای موشک‌های کوتاه و میان برد با سیستم‌های هدایت است. پرتاب موشک بالستیک سوخت جامد میان برد ایران نشان دهنده توانایی این کشور در هدف قرار دادن اهداف در اسرائیل و جنوب اروپا است.[۱۹] ایران همچنین در ۲ فوریه ۲۰۰۹ پرتاب فضایی سفیر را با موفقیت به فضا پرتاب کرد. گزارش‌های اطلاعاتی حاکی از آن است که این سری موشک‌ها ممکن است بین سال‌های ۲۰۱۰ تا ۲۰۱۵ با کمک فناوری روسیه و کره شمالی ساخته شود.[۲۰][۲۱]
- کره شمالی در حال حاضر یک موشک بالستیک نودونگ را مستقر کرده‌است که می‌تواند ژاپن و کره جنوبی را هدف قرار دهد و در حال توسعه یک موشک بالستیک میان برد جدید (IRBM) است که می‌تواند به جزیره گوام و جزایر آلیوتیبرسد. آنها همچنین با موفقیت فناوری‌های مرحله بندی و جداسازی مورد نیاز برای پرتاب یک موشک قاره‌پیما تائپودونگ-۲ را که توانایی رسیدن به ایالات متحده را دارد، نشان دادند.[۲۲] موشک تائپودونگ-۲ برای اولین بار در سال ۲۰۰۶ آزمایش شد و ۴۰ ثانیه پس از اواسط پرواز شکست خورد. موشک‌های کره شمالی به‌طور مشهور غیرقابل اعتماد هستند و بسیاری از آزمایش‌های موشکی کره شمالی شکست خورده‌اند، از جمله آخرین پرتاب‌های تائپودونگ-۲ در سال‌های ۲۰۰۹ و ۲۰۱۲،[۲۳] و پرتاب ناموفق موسودان بی‌ام ۲۵ در سال 2016.[۲۴] در ۱ ژانویه ۲۰۱۷، کره شمالی آمادگی نهایی خود را برای آزمایش یک موشک قاره پیما برای اولین بار اعلام کرد. در ۶ مارس ۲۰۱۷، کره شمالی چهار موشک از Tongchang-ri، یک سایت موشک دوربرد شناخته شده در ساعت ۷:۳۶ پرتاب کرد. به وقت محلی، یکی از آنها در دریای ژاپن فرود آمد و سه موشک باقی مانده در منطقه اقتصادی ژاپن فرود آمد.[۲۵] کره شمالی در 4 ژوئیه 2017 یک موشک بالستیک پرتاب کرد که پتانسیل آن را داشت که یک موشک قاره پیما باشد. به فضا پرواز کرد و در دریای ژاپن فرود آمد. در بیانیه پنتاگون آمده‌است: این پرتاب همچنان نشان می‌دهد که کره شمالی تهدیدی برای ایالات متحده و متحدان ما محسوب می‌شود.[۲۶]
- سوریه به عنوان میزبان موشک‌های بالستیک کوتاه برد (زیرا از کره شمالی و ایران تجهیزات می‌گیرد) شناسایی شده‌است.[۱۸] : p.19/61

### دفاع از گوام
آژانس دفاع موشکی از چندین فناوری برای دفاع از گوام استفاده خواهد کرد.

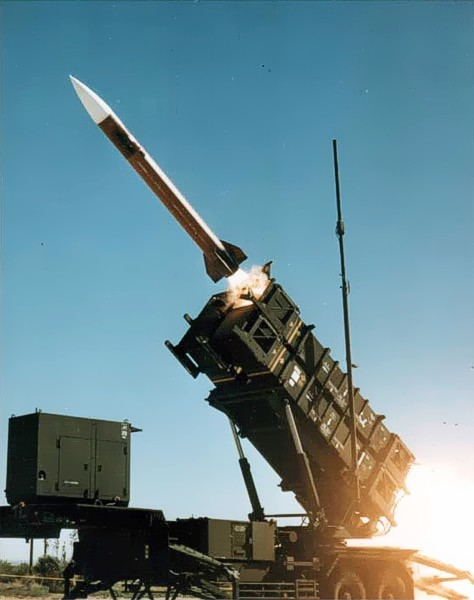
موشک زمین به هوای پاتریوت MIM-104 (SAM) با قابلیت موشک ضد بالستیک.